# Institute for Advanced Study
Pour les articles homonymes, voir Institut de recherches avancées et IAS.
L'Institute for Advanced Study ou IAS (en français « institut d'étude avancée ») est un centre de recherche théorique situé à Princeton au New Jersey, États-Unis. C'est l'un des plus prestigieux laboratoires de recherche au monde.  
Considéré comme le temple de l'excellence institutionnelle, cet établissement privé a été conçu pour stimuler la recherche pure, au plus haut niveau, dans un grand nombre de domaines. Les chercheurs n'y ont aucune contrainte. Il est connu comme lieu de travail d'Albert Einstein après son immigration aux États-Unis, ainsi que de Kurt Gödel, Robert Oppenheimer, John von Neumann, Claudio Bunster et Erwin Panofsky. 

## Écoles

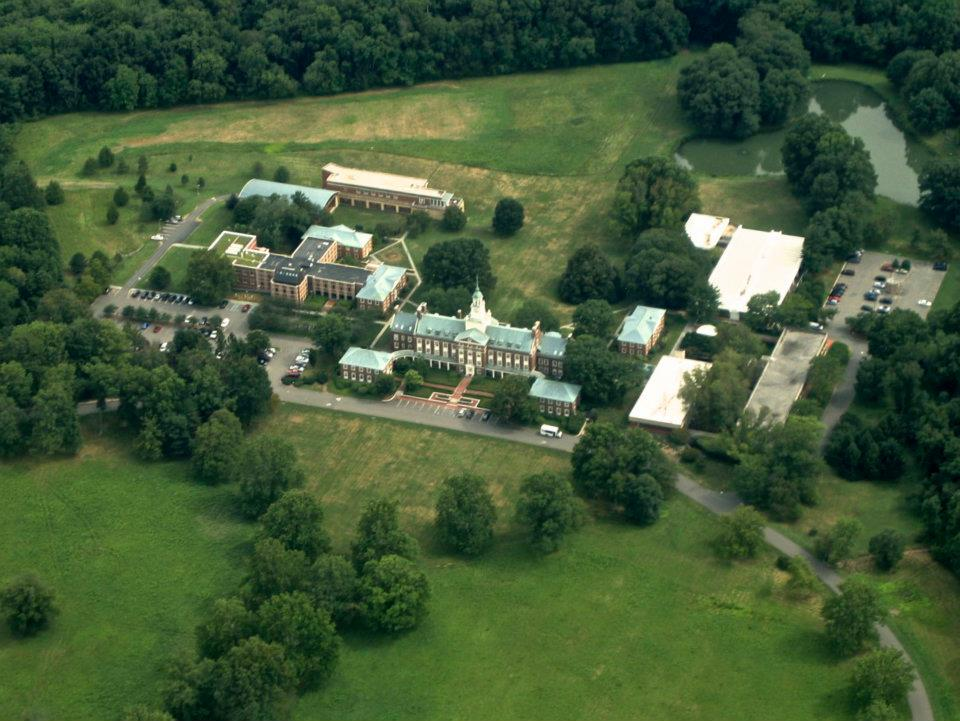
Le campus de l'institut

L'institut se compose d'une école d'études historiques, d'une école de mathématiques, d'une école de sciences naturelles, d'une école de sciences sociales, et d'un programme en biologie théorique. Il y a un petit corps enseignant permanent pour chaque école, complété par les visiteurs qui sont choisis tous les ans. Le recrutement n'est pas basé sur la présentation de candidatures ; un comité de sélection (search committee) propose une liste de noms à chacune des écoles de l'Institut qui, après examen, sélectionne le chercheur auquel est proposé le nouveau poste.
Il n'y a aucun diplôme ni équipement expérimental à l'Institut, et la recherche est financée par des dotations et les dons. L'Institut ne fait pas partie d'un système d'éducation, toutefois la proximité de l'université de Princeton signifie que les liens informels sont forts et un grand nombre de collaborations ont surgi au cours des années.
La recherche ne se fait pas sous contrat et n'est pas dirigée. Chaque chercheur est entièrement libre de poursuivre ses propres buts.

## Histoire
L'Institut a été fondé en 1930 par Louis Bamberger et Caroline Bamberger Fuld. Les Bamberger (frère et sœur) ont retiré leur argent du marché des actions juste avant la Grande Dépression et leur intention d'origine était d'exprimer leur gratitude à l'État du New Jersey par la fondation d'une école dentaire. C'est l'intervention de leur ami le docteur Abraham Flexner qui les a convaincus de mettre leur argent au service d'une recherche plus abstraite.

## Professeurs renommés

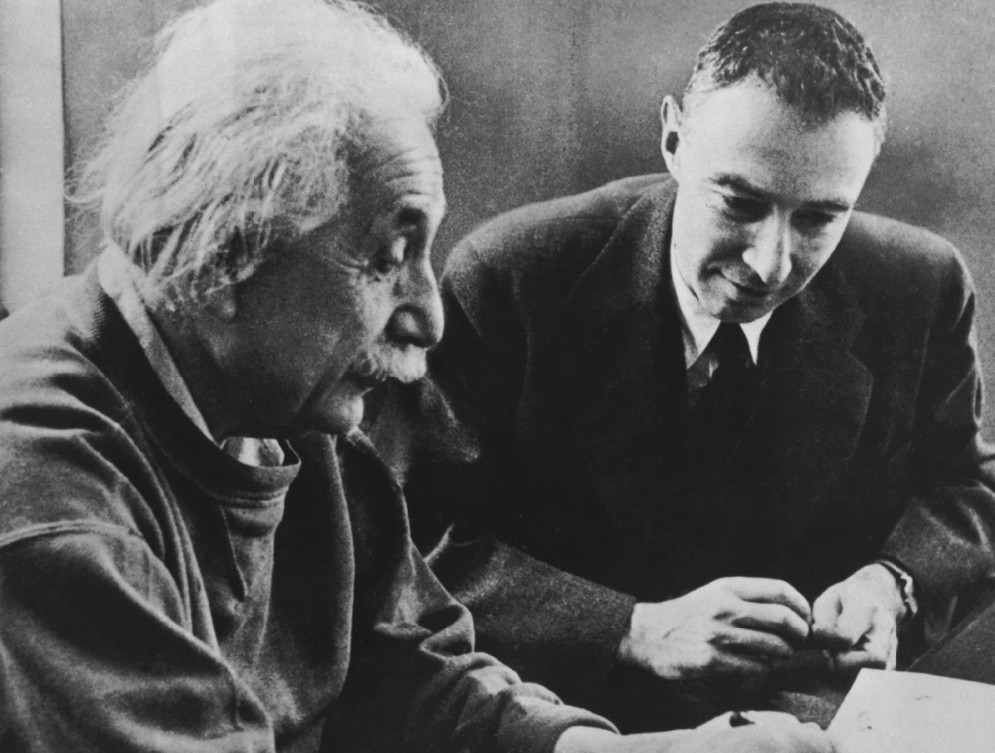
Albert Einstein et Robert Oppenheimer à l’Institute for Advanced Study.

L'Institut a accueilli quelques-uns des plus grands chercheurs, en particulier dans le domaine des sciences fondamentales, par exemple Albert Einstein, Kurt Gödel, T. D. Lee et C. N. Yang, Robert Oppenheimer, John von Neumann, Freeman Dyson, Edward Witten, John Forbes Nash et André Weil. En sciences sociales, ses pensionnaires les plus renommés sont Clifford Geertz, Erwin Panofsky, Albert Hirschman, Ernst Kantorowicz, Joan Wallach Scott, Alondra Nelson. En histoire, on peut citer Andreas Alföldi. En mathématiques, on peut penser à Panagióta Daskalopoúlou.